# Coal Run Village (Kentucky)
Coal Run Village es una ciudad ubicada en el condado de Pike en el estado estadounidense de Kentucky. En el Censo de 2010 tenía una población de 1706 habitantes y una densidad poblacional de 76,22 personas por km².

## Geografía
Coal Run Village se encuentra ubicada en las coordenadas 37°32′14″N 82°33′28″O / 37.53722, -82.55778. Según la Oficina del Censo de los Estados Unidos, Coal Run Village tiene una superficie total de 22.38 km², de la cual 22.38 km² corresponden a tierra firme y (0%) 0 km² es agua.

## Demografía
Según el censo de 2010, había 1706 personas residiendo en Coal Run Village. La densidad de población era de 76,22 hab./km². De los 1706 habitantes, Coal Run Village estaba compuesto por el 95.9% blancos, el 1.06% eran afroamericanos, el 0.12% eran amerindios, el 2.17% eran asiáticos, el 0% eran isleños del Pacífico, el 0.12% eran de otras razas y el 0.64% pertenecían a dos o más razas. Del total de la población el 0.64% eran hispanos o latinos de cualquier raza.